# Димас Арика Михарджа
Ди́мас А́рика Миха́рджа (индон.  Dimas Arika Mihardja; 3 июля 1959, Джокьякарта — 5 апреля 2018, Котабару, Джамби) — индонезийский поэт и педагог, эссеист. Писал под псевдонимом, настоящее имя — Сударьоно (Sudaryono). Среди друзей Dam.

## Краткая биография
Окончил среднюю школу с гуманитарным уклоном (SNAS) и Педагогический институт «Саната Дхарма» в Джокьякарте. В 1985 г. переехал в Джамби, где с 1986 г. стал преподавать литературу и культуру Индонезии в Университете Джамби. В 2002 г. защитил в Университете Маланга докторскую диссертацию. Активно занимался поэтическим творчеством с 1980-х гг. Считается одним из ярких представителей Поколения-2000 в литературе, внёсших весомый вклад в развитие индонезийского верлибра. Регулярно проводил поэтические мастерские. Поэзия отличается образностью и обилием оригинальных метафор. Умер от почечной недостаточности.

## Основные труды

### Авторские поэтические сборники
- Sang Guru Sejati (Bengkel Puisi Swadaya Mandiri (1991)
- Malin Kundang (Bengkel Puisi Swadaya Mandiri) (1993)
- Upacara Gerimis (Bengkel Puisi Swadaya Mandiri) (1994)
- Potret Diri (Bengkel Puisi Swadaya Mandiri) (1997)
- Ketika Jarum Jam Leleh dan Lelah Berdetak (Bengkel Puisi Swadaya Mandiri danTelanai Printing Graft) (2003).
- Koleksi puisi warga Bengkel Puisi Swadaya Mandiri (2012) ISBN 9786021829479
- Nikah Kata-Kata: Antologi Puisi Karya Sarjana Media. Kuala Lumpur : Sarjana Media,2013 (совместно с Rohani Din)
- Beranda Senja: Setengah Abad Dimas Arika Mihardja. Jakarta: Kosa Kata Kita, 2010. ISBN 9786028966047
- Sajak Emas : 200 Puisi Sexy Jakarta: Kosa Kata Kita, 2010. ISBN 978-6028966030
- 3 di Hati. Banda Aceh; Penerbit LAPENA, Institute for Culture and Society, 2010 (совместно с Диах Хаданинг и Декнонг Кемалавати)

### Другие произведения
- Catatan Harian Maya (повесть, публиковалась в газете Independent — Джамби, 2002) .
- Pasemon dalam Wacana Puisi Indonesia. Kelompok Studi Penulisan, 2003 (монография на основе диссертации)
- Resensi sastra (2015) ISBN 9786027731400 (сборник критических статей)

### Участие в коллективных сборниках
- Riak-Riak Batanghari (Teater Bohemian, 1988)
- Percik Pesona 1 & 2 (Taman Budaya Jambi, 1992, 1993)
- Serambi 1, 2 & 3 (Teater Bohemian,1992, 1993, 1994)
- Rendezvous (1993)
- Luka Liwa (1993)
- Pusaran Waktu (1994)
- Muaro (1995)
- Negeri Bayang-Bayang (1996)
- Mimbar Penyair Abad 21
- Antologi Puisi Indonesia (1997)
- Angkatan 2000 (2000)
- Angkatan 2000 dalam Sastra Indonesia. Jakarta: Gramedia, 2002
- Puisi Menolak Korupsi I (2013)
- Puisi Menolak Korupsi II (2014)
- Memo Untuk Presiden (2014)
- Dari Negeri Poci 5 (2014)

## Переводы на русский язык
- Три измерения: сердце (Tiga Dimensi: Hati); Три измерения: земля, море, небо (Tiga Dimensi: Bumi, Laut, Langit); Стихотворение трагедии (Puisi Tragedi)[7].

## Семья
- Жена Рита Индравати (Rita Indrawati), дочери Маренда Атика Михарджа (Marenda Atika Mh.), Рияндари Асрита Михарджа (Riyandari Asrita Mh.), Дьях Айю Сукмавати (Dyah Ayu Sukmawati)[8].